# Macropsis vagdeviae
Macropsis vagdeviae är en insektsart som beskrevs av Chandrasekhara A. Viraktamath 1996. Macropsis vagdeviae ingår i släktet Macropsis och familjen dvärgstritar. Inga underarter finns listade i Catalogue of Life.